# Schweizerischer Seniorenrat
Der Schweizerische Seniorenrat (SSR) ist 2001 vom Bundesrat als Konsultativorgan eingesetzt worden. Er vertritt die wirtschaftlichen und sozialen Anliegen der
älteren Menschen gegenüber dem eidgenössischen Parlament, dem Bundesrat,
den Bundesbehörden, Verbänden, Institutionen, Medien und der Öffentlichkeit.

## Organisation
Der SSR hat die Rechtsform eines Vereins. Mitglieder sind die beiden Dachorganisationen
für Seniorenverbände in der Schweiz: der Verband für Seniorenfragen
(SVS) und die Vereinigung aktiver Senioren- und Selbsthilfe-Organisationen der Schweiz (VASOS). Sie entsenden je 16 Delegierte in den Rat und je ein Mitglied in das Copräsidium. Das oberste Organ ist die Delegiertenversammlung, die aus allen 34 Ratsmitgliedern besteht.

## Ziele
Als Interessenvertretung will sich der SSR für die Wahrung von Würde, Lebensqualität und Autonomie älterer Menschen einsetzen und die Mitsprache der älteren Generationen in der Gesellschaft und die Solidarität zwischen den Generationen fördern. Mit seiner Tätigkeit will der Rat zur Weiterentwicklung eines generationen- und
gesellschaftsverträglichen sozialen Sicherungsnetzes für die gesamte Bevölkerung beitragen. Er vertritt die Senioren in den eidgenössischen Kommissionen für schweizerische Altersrente AHV/IV und das Wohnungswesen, in  Fachgremien und nimmt Einsitz in jene Organisationen, die aktiv in alterspolitischen Bereichen tätig sind. Er nimmt Stellung in Vernehmlassungen des Bundes zu geplanten Gesetzen.

## Leistungsvertrag mit dem Bund
Die Rolle des SSR ist in der Strategie für eine schweizerische Alterspolitik des Bundesrates aus dem Jahre 2007 umschrieben. Die Mittel für den Ratsbetrieb entstammen dem Hilfsfonds der staatlichen Alters- und Hinterlassenenversicherung (AHV). Die Ziele des Einsatzes werden in einem Vertrag mit dem Bundesamt für Sozialversicherungen festgehalten.

## Gründung
Die Gründung des Seniorenrates fand am 26. November 2001 statt. Auf Anregung der  Bundesrätin Ruth Dreifuss sollten die Betroffenen ihre Interessen selber vertreten und aktiv am Gesellschaftsleben teilnehmen um ihre Bedürfnisse auszudrücken. Diese Funktionen sollten von ihnen ausgeübt werden, nicht von Experten.
Ein Jahr später nahmen Vertreter des Seniorenrats in der schweizerischen Delegation an der 2. Weltkonferenz der UNO über das Altern in Madrid teil. Der daraus resultierende Aktionsplan bestimmt auch heute noch weitgehend die schweizerische Alterspolitik. Seither beteiligt sich der Rat am internationalen Prozess der Partizipation der älteren Bevölkerung an Entscheiden, die sie
betreffen, und setzt sich für deren Mitsprache auf der Ebene der Kantone und Gemeinden ein.

## Aktuell
Aktuelle Schwerpunkte des SSR sind die „Bekämpfung“ der Altersdiskriminierung
und der Einsatz für die von Bundesrat Alain Berset initiierte Rentenreform. Ein weiteres Tätigkeitsgebiet ist die Auseinandersetzung mit den vielfältigen Möglichkeiten des umgebungsunterstützten Lebens (Ambient Assisted Living) zwecks langer Erhaltung der Autonomie dank technischer Assistenzsysteme. Von zentraler Bedeutung in einer Gesellschaft des langen Lebens ist die medizinische Versorgung, gegenwärtig sind es vor allem Fragen der Langzeitpflege und ihrer Finanzierung. Weitere Schwerpunkte bilden die Beteiligung älterer Menschen an der Informationsgesellschaft sowie die Berücksichtigung der spezifischen Bedürfnisse von Senioren mit Migrationshintergrund.